# Nollendorfplatz
Nollendorfplatz est un espace public situé dans le quartier de Schöneberg à Berlin. Typique de l'urbanisme du XIXe siècle à Berlin, cette place constitue un important nœud de communication de la capitale allemande. La station éponyme est desservie par quatre lignes du métro de Berlin.

## Origine du nom
Parfois abrégé Nolli par bérolinisme, le nom provient du village de Nakléřov (de) (Nollendorf en allemand, aujourd'hui une partie de Petrovice en Tchéquie), où eut lieu en août 1813 la bataille de Kulm. Elle fut une victoire pour l'armée prussienne sous le commandement du général Friedrich von Kleist (1762-1823) qui est fait « comte de Nollendorf » pour ses services rendus.

## Situation

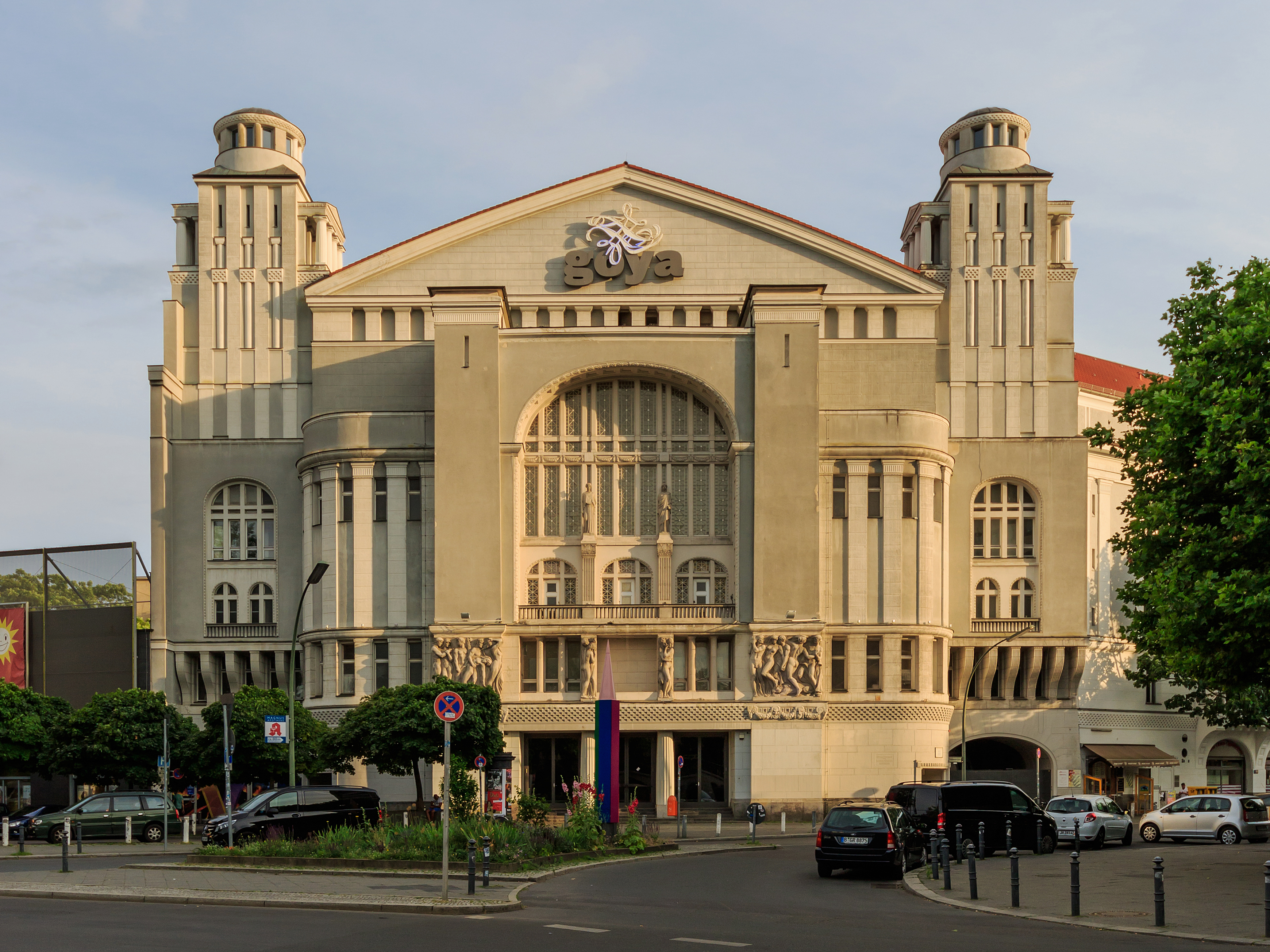
Façade du Neues Schauspielhaus.

La Nollendorfplatz se trouve dans le nord du quartier de Schöneberg, au sud du Großer Tiergarten. Elle se situe sur un axe visuel qui se déploie de la colonne de la Victoire au centre de la Großer Stern jusqu'à l'église Saint-Matthias sur la Winterfeldtplatz, traversé par une grande route est-ouest à partir de la Breitscheidplatz reliant les quartiers de Charlottenbourg et Kreuzberg.
La place est façonnée par la station de métro éponyme dont la partie émergée est le viaduc de la ligne U2 et la façade du Neues Schauspielhaus.
Au sud de la place, autour de la Motzstraße (en), se situe le quartier gay le plus connu de Berlin. Il naît sous la république de Weimar, entre les années 1920 et 1930, à Schöneberg. En 1933, quand Adolf Hitler arrive au pouvoir, la boîte de nuit homosexuelle Eldorado, sur 15, Motzstraße, est fermée. L'écrivain Christopher Isherwood vécut là entre 1929 et 1933 et raconte la vie de ce quartier dans Goodbye to Berlin (en) (1939), adapté plus tard pour la comédie musicale Cabaret (1966) et le film Cabaret (1972).

## Galerie

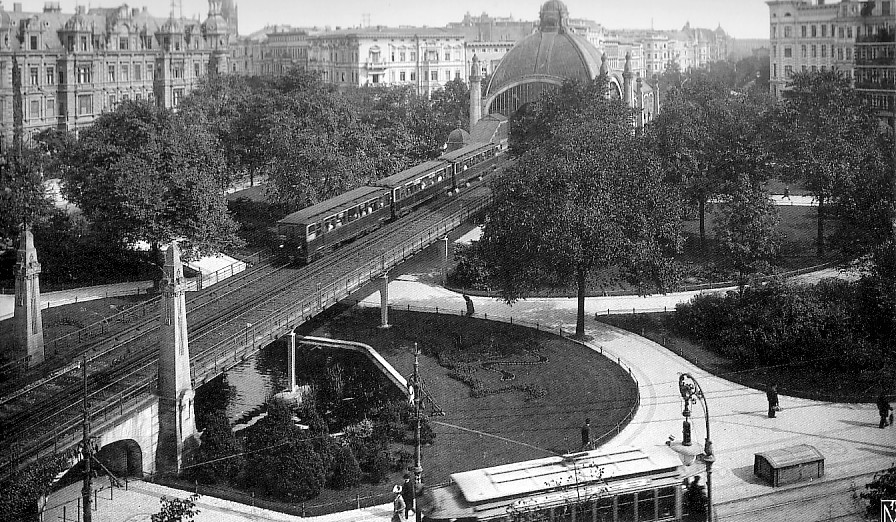
Nollendorfplatz en 1907.
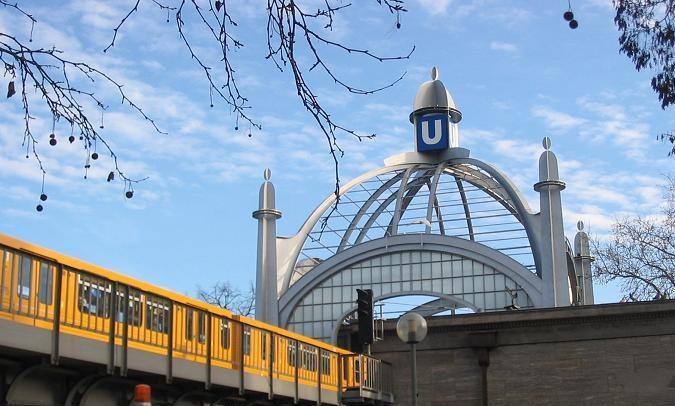
La station de métro Nollendorfplatz.
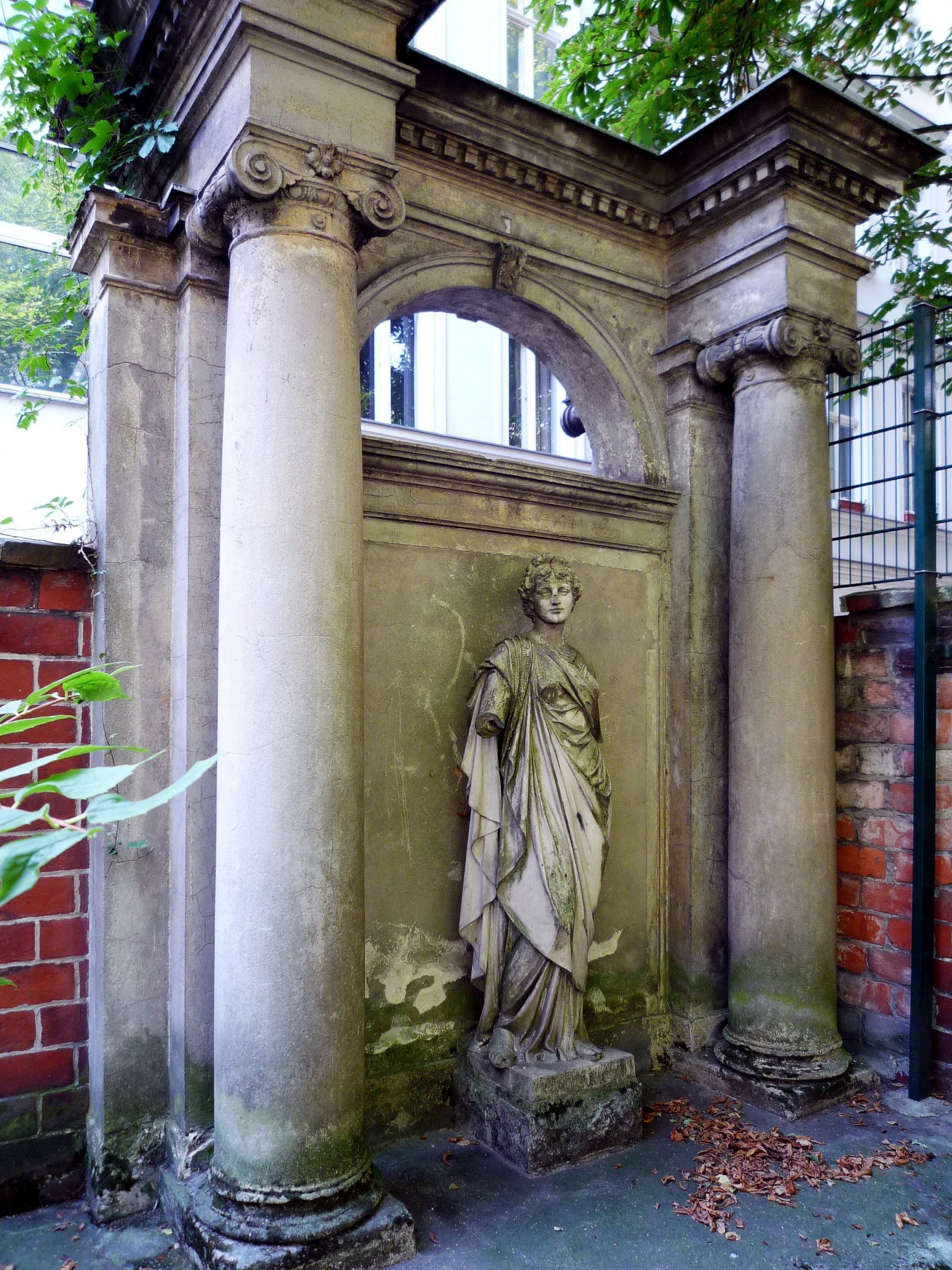
Probables vestiges de l'Église américaine, construite en 1902 et détruite pendant la Seconde Guerre mondiale.
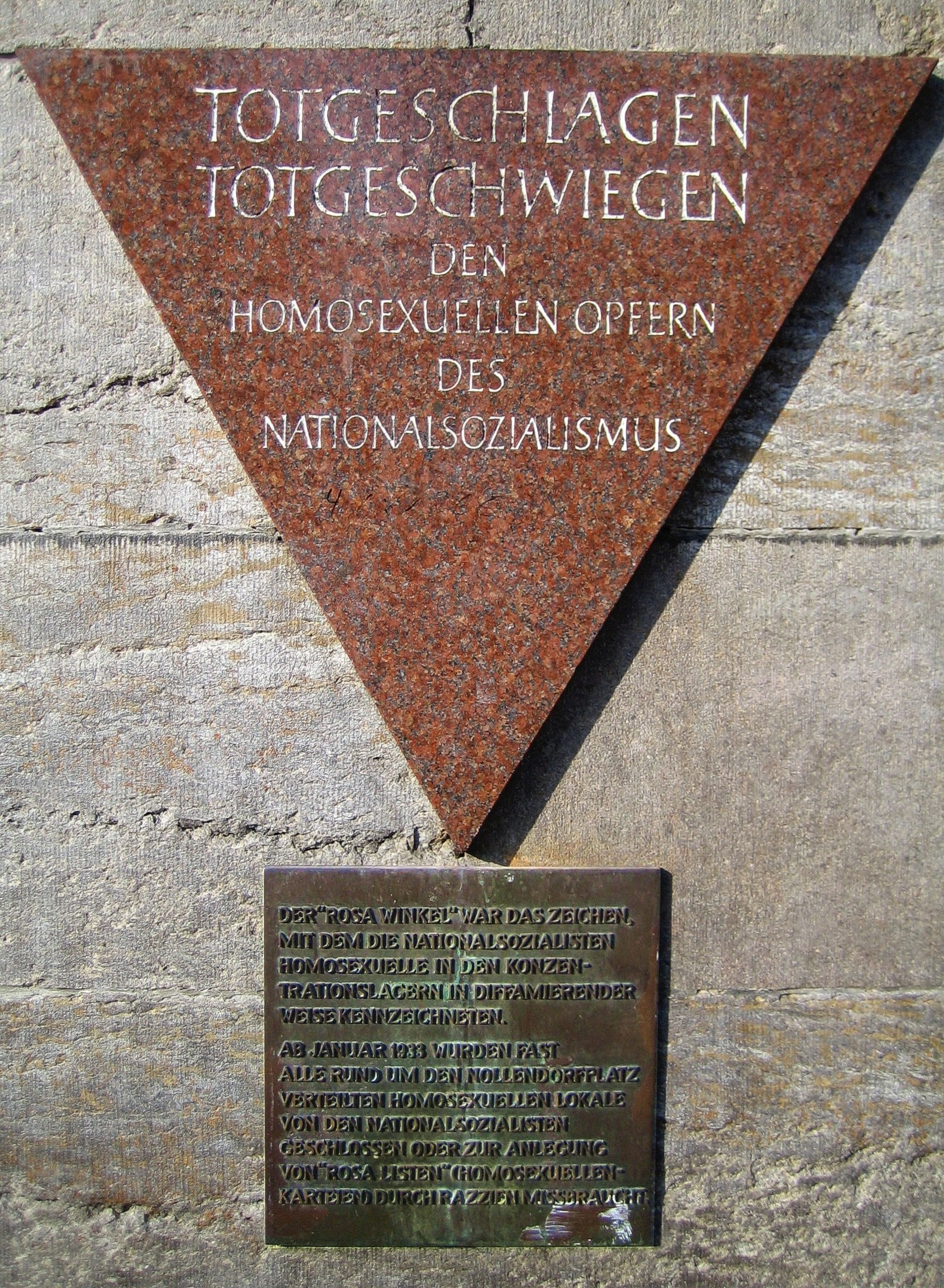
Plaque commémorative rappelant le triangle rose et la discrimination et déportation des homosexuels sous l'Allemagne nazie.
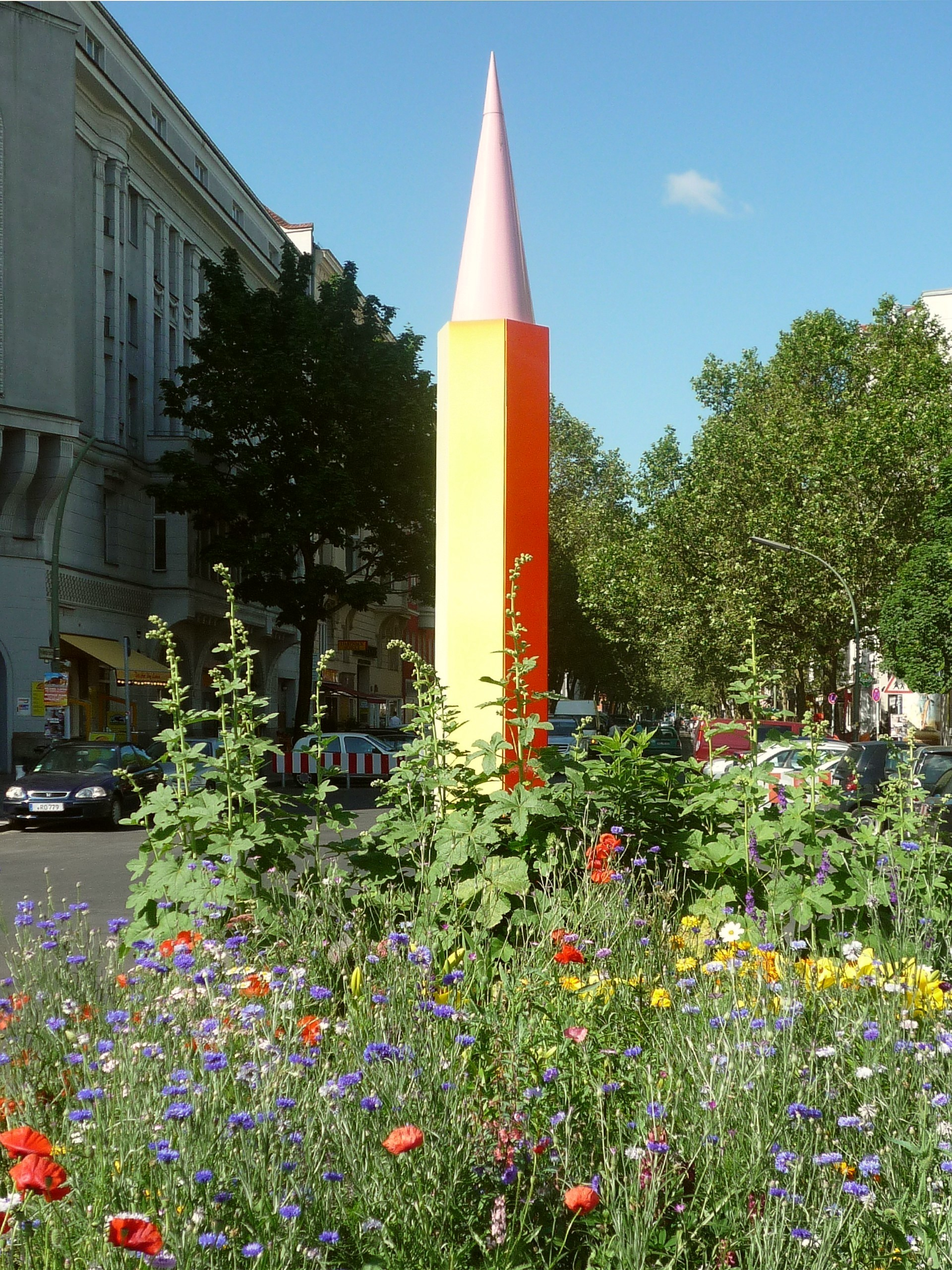
La Regenbogenstele (colonne arc-en-ciel) de l'artiste Salomé.
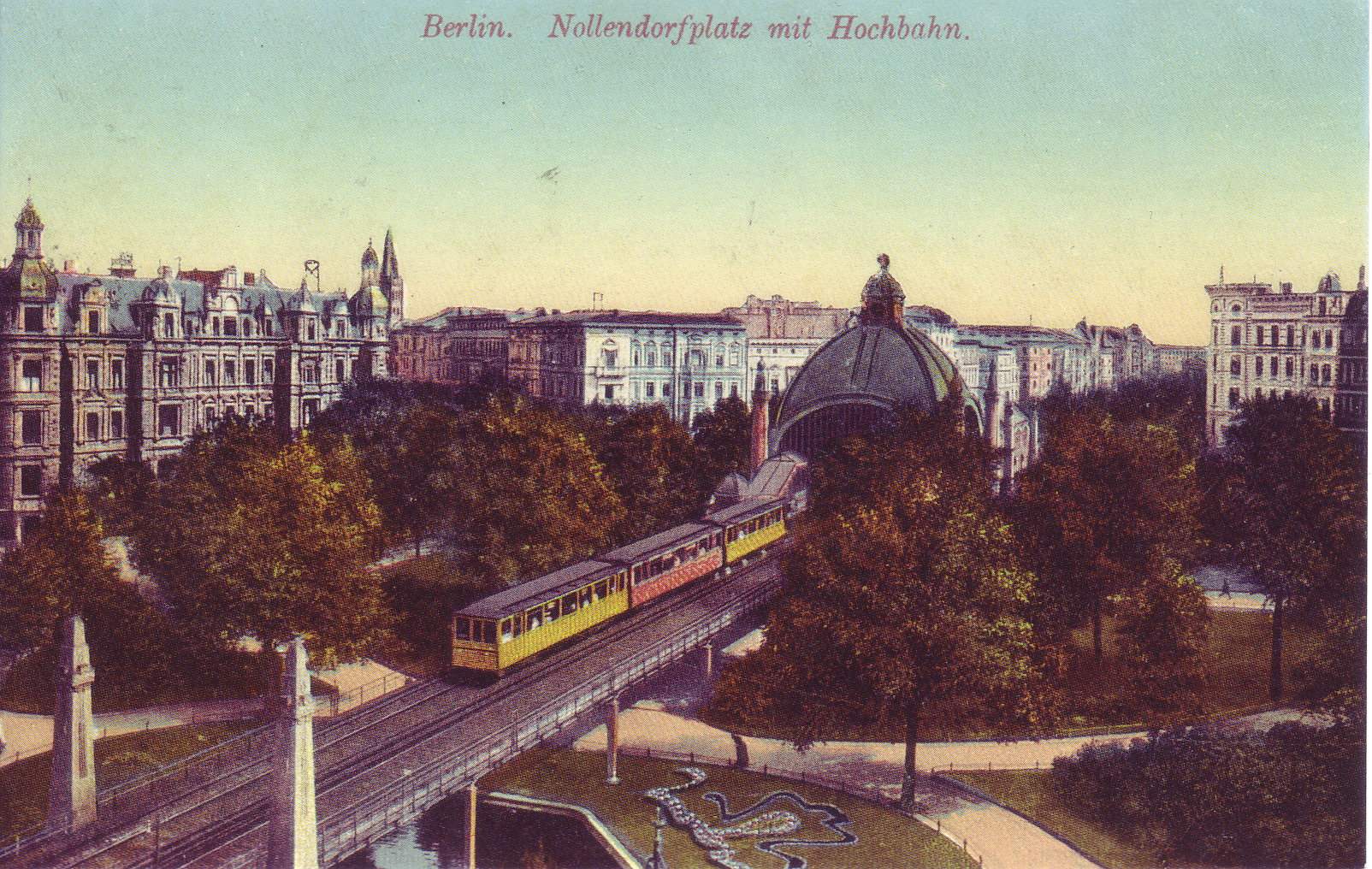
Carte postale de Nollendorfplatz en 1900.
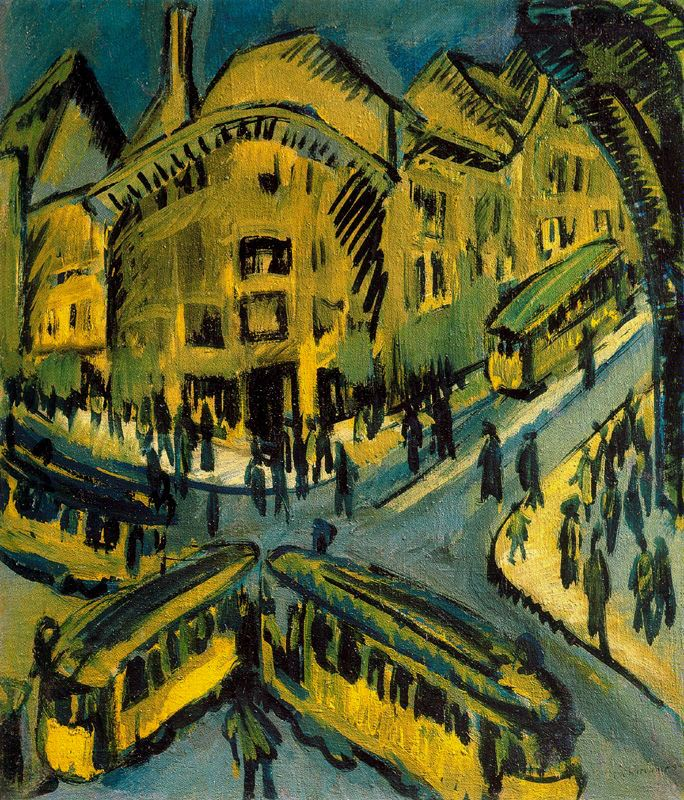
Peinture de 1912 d'Ernst Ludwig Kirchner représentant la Nollendorfplatz.